# Condado de Collesano

Escudo de armas de la casa de Altavilla.

Blasón de la Casa de Ventimiglia.

Escudo del condado de Golisano de la casa de Cardona y de Villena.

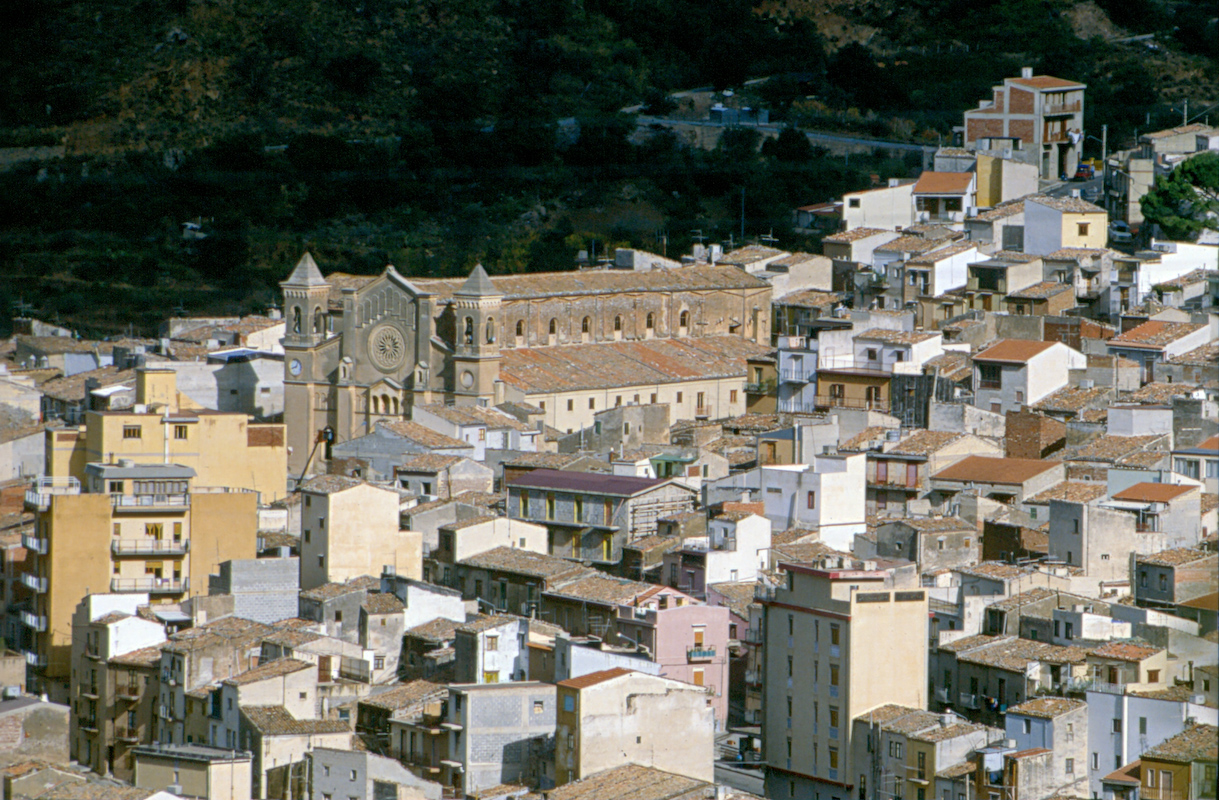
Vista de Collesano.

El condado de Collesano (o Golisano) es un título nobiliario italiano. Su nombre se refiere al municipio italiano de Collesano, en la siciliana provincia de Palermo.
El condado de Collesano, en sus orígenes siempre estuvo ligado al señorío de Geraci, es decir, a la Casa de Altavilla primero y a la Casa de Ventimiglia después, cuando Enrico I de Ventimiglia se casó con Isabella Nortman de Geraci. Al igual que otros tantos feudos, Collesano fue primero señorío y más tarde condado.
A lo largo de la historia, el feudo pasó a manos de distintos linajes.
Alduino de Geraci, de la Casa de Altavilla, VII conde de Geraci y de las dos Izclas (Mayor y Menor), fue signore di Collesano, tal y como se le cita en algunos documentos, bastante antes de la elevación de Collesano a condado. Testó en 1234 y murió en 1240.
Un siglo más tarde, el XI conde de Geraci Francesco I de Ventimiglia en su último testamento del 22 de agosto de 1337 y que deslegitimiza los anteriores, excepción hecha sobre el codicilo del 24 de agosto de 1336, asignaba a sus hijos menores algunos bienes feudales.
En este nuevo testamento las disposiciones favorecian a cuatro de los hijos legítimos y posiblemente esta nueva revisión testamentaria se viese motivada por ir la reciente adquisición del riquísimo feudo de Collesano. Así, a su hijo primogénito Emanuele le correspondía el condado de Geraci, del cual formaban parte también las tierras y castillos de las dos Petralias, Superior e Inferior, Gangi, Santo Mauro, Tusa, Castelbuono, Castelluccio y el feudo de Bellici y Fisaula. Al segundogénito Francesco, el condado de Collesano, con las tierras y castillos de Gratteri y Caronia, además del castillo de Sant Angelo Bonvicino.
Francesco II de Ventimiglia, XIII conde de Geraci fue investido conde de Collesano el 20 de junio de 1354 y a finales de 1387, a su muerte, dividió nuevamente sus feudos entre sus dos hijos mayores: a Enrico II de Ventimiglia y Lauria le entregó el Condado de Geraci y a su hermano Antonio (Antonello) el de Collesano.
Pero Antonio, aun siendo el miembro más dinámico de la familia, no tenía ni la habilidad ni el acierto de su padre: la última de sus acciones le llevaron directamente a la expropiación definitiva de todos sus bienes, así como a bastantes años de cárcel. El Condado de Collesano se perdería ya definitivamente para los descendientes de la familia Ventimiglia.
Más tarde, Francesco III de Ventimiglia Peralta, el hijo de Antonio, se revelaría nuevamente contra la Corona en 1411-1418, intentando conseguir el reintegro del Condado de Collesano, que lógicamente le hubiese correspondido en herencia, aunque infructuosamente. Existe abundantísima información sobre estos episodios en el Archivo de la Corona de Aragón y en el Archivo di Stato di Palermo, fondo Belmonte.
El condado de Collesano pasó a la Casa Real, periodo en el que tuvo distintos administradores, hasta que fue definitivamente entregado a la Casa de Cardona, en 1444. Los Cardona eran una importante familia en la esfera política española de la época, gozando de la máxima confianza de su rey. Hasta tal punto que en 1435 Antonio de Cardona fue investido Virrey de Sicilia, siguiendo sus dos hijos el mismo camino de leal servicio a su Rey. Así pues, Pedro, el mayor de ellos, fue nombrado unos años más tarde Camarlengo, Chambelán y Magister Justiciarius de Sicilia hasta su muerte, en 1450.
Pedro de Cardona recibió el condado de Collesano en 1444, por los grandes servicios prestados al monarca, por él y anteriormente por su padre. (Alfonso, el otro hermano, recibió en 1439 el condado de Reggio Calabria, por su trayectoria y especial significación en la conquista de Nápoles.
La Casa de Cardona, por otra parte, estuvo múltiples veces emparentada con los Ventimiglia: Artal de Cardona, el hijo de Pedro, se casó con María de Ventimiglia Clermont-Lodéve, hija de Antonio de Ventimiglia, II marqués de Irache y XVI conde de Geraci. Y Leonor de Cardona y Ventimiglia, la hija de este matrimonio, casó con Enrico III de Ventimiglia y Chiaromonte, III marqués de Irache.
Más tarde Julia Antonia de Cardona, VIII condesa de Collesano, casó con Antonio de Aragón, II duque de Montalto, y en 1587 a los Montcada, príncipes de Paternó, cuya descendencia más tarde emparentó con la casa de Paternò, que a su vez entroncó con los Álvarez de Toledo, de la casa de los Vélez y la casa de Villafranca del Bierzo, en la que finalmente revirtió la casa de Medina Sidonia.
Se mantuvo el condado de Collesano en la Casa de Toledo hasta que, finalmente, Francisco de Borja Álvarez de Toledo Osorio (Madrid 9 de junio de 1763-ibidem, 12 de febrero de 1821), IX duque de Fernandina, XVI duque de Medina Sidonia, fue investido XVIII y último conde de Collesano el 3 de noviembre de 1796, antes de la ley de 1813 que establecía la abolición del feudalismo en Sicilia.

## Línea sucesoria del condado de Collesano
- Alduino Nortman de Geraci, señor de Collesano, VIII conde de Geraci.
- Isabella Nortman de Geraci, señora de Collesano, IX conde de Geraci.
- Alduino de Ventimiglia, señor de Collesano, X conde de Geraci.
- Francesco I de Ventimiglia, señor de Collesano (1305), XI conde de Geraci.
- Francesco II de Ventimiglia, I conde de Collesano (Investido el 20 de junio de 1354), XIII conde de Geraci.[10]
- Antonio (Antonello) Ventimiglia, II conde de Collesano, investido en 1392 y expropiado por rebelión a la Corona. Su hijo Francesco III Ventimiglia Peralta (m. 1452) intentó infructuosamente la recuperación del feudo, desheredado definitivamente por la Corona.

El condado pasó a posesión de la casa real, por expropiación, siendo administrado primero, en 1404, por el conde Enrico Rosso Alagona, conde de Aidone y más tarde por Gilberto Centelles, marido de Constanza Ventimiglia Montcada, hija de Antonio (Antonello) Ventimiglia Lauria y su segunda esposa Elvira de Montcada y nieta de Francesco II de Ventimiglia, XIII conde de Geraci. Pero el hijo de ambos, Antonio Centelles Ventimiglia esposó a Enrichetta Ruffo di Calabria sin el consentimiento del rey, por lo que fueron apartados definitivamente del condado de Collesano, que fue posteriormente concedido a:
- Pedro Folch de Cardona y de Villena (1410-1450), barón de Caronia y Due Petralie, III conde de Collesano (I de la casa de Cardona, dado en Sicilia el 1 de diciembre de 1444).[14]
- Artal Folch de Cardona (1440-1478), IV conde de Collesano,[14] castellano de Capo d'Orlando[15] y de Polizzi,[16] que casó con María de Ventimiglia Clermont-Lodéve, hija de Antonio de Ventimiglia, II marqués de Irache y XVI conde de Geraci.
- Pedro Folch de Cardona Ventimiglia, V conde de Collesano, que casó en segundas nupcias con Susana Gonzaga.[17]
- Artal Folch de Cardona Gonzaga, VI conde de Collesano, muerto en 1535 sin sucesión,[18] por lo que heredó su hermana:
- Antonia Folch de Cardona Gonzaga, hermana de Artal Folch de Cardona Gonzaga, VII condesa de Collesano (investida el 17 de mayo de 1537),,[19] castellana de Capo d'Orlando,[20] que casó con Antonio I de Aragón y Cardona (*1506, †6 de octubre de 1543), II duque de Montalto en 1543.
- Pedro de Aragón Folch de Cardona Gonzaga, VIII conde de Collesano, III duque de Montalto, sin sucesión.
- Antonio de Aragón Folch de Cardona Gonzaga (Nápoles 1543-5 de febrero de 1584), hermano de Pedro, IX conde de Collesano,[21][22] IV duque de Montalto, que casó en Nápoles en 1562 con María de La Cerda y Manuel de Portugal (n. 24 de julio de 1542), hija de Juan de la Cerda Foix y Silva, virrey de Sicilia en 1557-1565 y su esposa, Juana Manuel de Portugal y Noronha.
- María de Aragón y de la Cerda (1560-2 de diciembre de 1584), X condesa de Collesano (investida el 18 de enero de 1585)[23] y V duquesa de Montalto, que casó con Antonio Montcada y Luna, III príncipe de Paternò, VI duque de Bivona y conde de Caltanisetta.[24]
- Antonio de Aragón y Montcada (n. 15 de abril de 1631), XI conde de Collesano,[25] VI duque de Montalto, IV príncipe de Paternò, casó con Juana de la Cerda y de la Cueva, hija del VI duque de Medinaceli, de la casa de Medinaceli.[26]
- Luis Guillén de Moncada y Aragón (Collesano 1 de enero de 1614-Madrid 4 de mayo de 1672), investido XII conde de Collesano y barón de Billici el 9 de junio de 1627, por cesión de su padre.[27] Fue también VII duque de Montalto y VI duque de Bivona, príncipe de Paternò, grande de España, comendador de Belvís de la Sierra en la orden de Alcántara, caballero del Toisón de Oro, teniente del virrey de Sicilia en 1635, virrey de Cerdeña en 1644, de Valencia en 1652, embajador de Felipe IV ante el Sacro Imperio Romano Germánico, consejero de estado y desde 1667 cardenal.[28] Casó con María Afan de Rivera y Mora[29] y en segundas nupcias con Caterina Montcada y Castro, hija del marqués de Aytona Francisco de Moncada.
- Fernando de Aragón y Moncada, XIII conde e Collesano,[30] que casó con María Teresa Fajardo Toledo y Portugal, VII marquesa de los Vélez. Fue en este tiempo, año 1693, cuando un tremendo terremoto resquebrajó la roca de Collesano, sobre la que se erguía el amplio y lustroso palacio baronal, en ruinas desde entonces.
- Catalina de Moncada y Aragón, XIV condesa de Collesano, IX duquesa de Montalto, hija única y heredera en 1713 de Fernando de Aragón y Moncada, que casó con José Fadrique de Toledo Osorio (Madrid, 20 de septiembre de 1658-Madrid 29 de julio de 1728), VIII marqués de Villafranca del Bierzo y grande de España, III marqués de Villanueva de Valdueza, V duque de Fernandina, V príncipe de Montalbán y VIII conde de Peña Ramiro.
- Fadrique Vicente Álvarez de Toledo Osorio, XV conde de Collesano, IX marqués de Villafranca del Bierzo y grande de España, que casó con Giovanna Pérez de Guzmán, hija de Manuel Alonso Pérez de Guzmán y Pimentel, XII duque de Medina Sidonia, y de María Luisa de Silva.
- Antonio Álvarez de Toledo y Pérez de Guzmán el Bueno (Madrid 24 de septiembre de 1716-Madrid 4 de diciembre de 1773), XVI conde de Collesano, X marqués de Villafranca del Bierzo, X marqués de los Vélez, grande de España, V marqués de Villanueva de Valdueza, VII duque de Fernandina, VII príncipe de Montalbán, IX marqués de Molina, X conde de Peña Ramiro y caballero de la Orden del Toisón de Oro, que casó en segundas nupcias en 1754 con María Antonia Gonzaga, hija de Francesco Gonzaga, I duque de Solferino, y de Guilia Caracciolo.
- José Álvarez de Toledo Osorio (Madrid 16 de julio de 1756-Sevilla 19 de junio de 1796), XVII conde de Collesano XI marqués de Villafranca del Bierzo, XV duque de Medina Sidonia, grande de España y XI conde de Peña Ramiro, que casó con María Teresa de Silva Álvarez de Toledo, nieta y heredera de Fernando de Silva y Álvarez de Toledo, duque de Alba de Tormes, sin descendencia, por lo que heredó su hermano:
- Francisco de Borja Álvarez de Toledo Osorio (Madrid 9 de junio de 1763-Madrid 12 de febrero de 1821), XVIII conde de Collesano, IX duque de Fernandina, XVI duque de Medina Sidonia, con Grandeza inmemorial, marqués de Villafranca del Bierzo, XII y último conde de Peña Ramiro, XIV marqués de Cazaza en África, XI duque de Bivona, XII marqués de los Vélez, VII marqués de Villanueva de Valdueza y grande de España, casado en Madrid el 29 de enero de 1798 con María Tomasa de Palafox y Portocarrero, hija de Felipe de Palafox y Croy d'Havre (hijo del VI marqués de Ariza) y de María Francisca Portocarrero, VI condesa de Montijo. Francisco fue investido XVIII y último conde de Collesano el 3 de noviembre de 1796, ya que a continuación se promulgó la ley de 1813 que establecía la abolición del feudalismo en Sicilia. [9]